# (496524) 2014 WY10
(496524) 2014 WY10 es un asteroide perteneciente al cinturón de asteroides, descubierto el 14 de octubre de 2014 por el equipo del Spacewatch desde el Observatorio Nacional de Kitt Peak, Arizona, Estados Unidos.

## Designación y nombre
Designado provisionalmente como 2014 WY10.

## Características orbitales
2014 WY10 está situado a una distancia media del Sol de 2,600 ua, pudiendo alejarse hasta 2,842 ua y acercarse hasta 2,358 ua. Su excentricidad es 0,093 y la inclinación orbital 12,852 grados. Emplea 1531,65 días en completar una órbita alrededor del Sol.

## Características físicas
La magnitud absoluta de 2014 WY10 es 17,04.